# Степан Месич
Степан (Стипе) Месич (на хърватски: Stjepan, Stipe Mesić) е хърватски центристки политик.
Той е президент на Хърватия от 18 февруари 2000 г. до 18 февруари 2010 г.
Месич е роден в град Ораховица, Славония на 24 декември 1934 г. Завършва Юридическия факултет на Загребския университет (1961). След задължителната военна служба става общински съдия в Ораховица. Премества се в Загреб (1964) и работи във фирмата „Универзал“. Избран е за кмет на Ораховица (1967), после и за депутат в парламента на Хърватия.
В началото на 1970-те години взима участие в движението за равноправие на Хърватия в Югославия, познато като Хърватска пролет. Осъден е на 2 години затвор, но след година е освободен.
Участва в основаването на дясноцентристката партия Хърватска демократична общност през 1989 г. Избран е за секретар, после за председател на изпълнителния комитет на партията.
През 1990 г. става министър-председател на СР Хърватия и член на Президиума (колективния държавен глава) на СФРЮ. Съгласно конституционната циклическа система за смяна на висшите ръководители става председател на Президиума на СФРЮ за годишен мандат, като на поста престоява само от 1 юли фактически до 3 октомври, с официално отзоваване до 5 декември 1991 г. На последното си заседание на Президиума на СФРЮ заявява:
„Благодаря за оказаното ми доверие да се боря за интересите на Хърватия в този участък, който ми бе поверен. Смятам, че си изпълних заданието – Югославия вече я няма“.
Става председател на Събора (парламента) на Хърватия (7 септември 1992 – 24 май 1994).
Излиза от ХДО и създава партията Хърватски независими демократи. След разкол в ХНД през 1997 г. напуска партията и става член (заедно с поддръжниците си) на центристката и либерална Хърватска народна партия - либерални демократи. Оглавява нейната столична организация.
Печели за 2 последователни мандата президентските избори – през 2000 и 2005 г.